# Nikolaus von Riesenburg

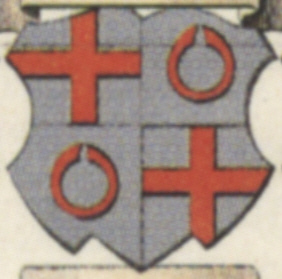
Wappen Nikolaus von Riesenburg, Bischof von Konstanz (1383–1387)

Nikolaus von Riesenburg (tschechisch: Mikuláš z Riesenburka; † 6. Juni 1397 Burg Mürau) war Bischof von Konstanz und Bischof von Olmütz.

## Leben
Da Nikolaus Kleriker des Bistums Pomesanien war, wird angenommen, dass er aus Riesenburg in Westpreußen stammte. Erstmals ist er 1363 als Notar des Magdeburger Erzbischofs Dietrich von Portitz erwähnt. Seit 1371 war er in der Kanzlei des Kaisers Karl IV. beschäftigt, seit 1374 als Protonotar in der Nachfolge des Johannes von Neumarkt. Nach dem Tod Karls IV. bekleidete er auch bei dessen Sohn König Wenzel ein Hofamt. Durch seine einflussreiche Stellung erlangte er zahlreiche Pfründen, unter anderem war er Propst in Kemberg.
Wohl durch Einflussnahme König Wenzels verlieh Papst Urban VI. noch zu Lebzeiten des Bischofs Heinrich III. von Brandis das Bistum Konstanz an Nikolaus von Riesenburg. Obwohl das Konstanzer Domkapitel nach dem Tod Heinrichs dessen Neffen Mangold von Brandis zum Nachfolger wählte, wurde Nikolaus in das Bischofsamt eingeführt und von der Stadt Konstanz, der er schon bei der Ankunft ihre Freiheiten und Privilegien bestätigte, am 14. Juni 1384 begeistert empfangen. Mangolds plötzlicher Tod 1385 stärkte die Position von Nikolaus.
Die Zusage der kaiserlichen Privilegien für das Hochstift Konstanz durch König Wenzel 1386 hatte zur Folge, dass die der Stadt Konstanz gemachten Zusagen geschmälert wurden. Obwohl sich Nikolaus noch um die wirtschaftliche Sanierung des Bistums bemühte, verfolgte er gleichzeitig eine Versetzung nach Olmütz, die ihm von Papst Urban VI. im April 1387 gewährt wurde.
In Olmütz musste sich Nikolaus von Riesenburg gegen Johannes X. Soběslav durchsetzen, der sich um das Bistum ebenfalls bemüht hatte.
Während seiner Amtszeit wurden die Augustiner-Chorherrenstifte Fulnek (1389) und Proßnitz (1391) gegründet, sowie 1388 die schon unter Bischof Peter Jelito bewilligte Kartause „Vallis Josaphat“ in Dolein. Gleichzeitig mussten wegen der schwierigen wirtschaftlichen Verhältnisse zahlreiche Besitzungen verpfändet werden: Burg Melitz mit der Stadt Wischau und anderen Dörfern, die Burg Mürau sowie die Herrschaften Blansk, Wallachisch Meseritsch und Huckenwald.
Das sich ausbreitende Raubrittertum musste durch den Bischof und seine Vasallen bekämpft werden. 1389 einigte sich Nikolaus mit den schlesischen Herzögen und Fürsten über die Bestrafung der Räuber und schloss später auch ein entsprechendes Abkommen mit dem Markgrafen Jobst von Mähren. Da durch die Zunahme der Häresien das religiöse Leben im Bistum gefährdet war, erbat Nikolaus vom Papst die Erlaubnis, rückkehrwillige Waldenser wieder in die Kirche aufnehmen zu dürfen.
In der bischöflichen Kanzlei veranlasste Nikolaus die Anlage und Führung von Registern. 1395 erwarb er, da er auch als Bischof weiterhin für die königliche Kanzlei und Königshof tätig war, für sich und seine Nachfolger ein Haus in Prag. Er starb auf der Burg Mürau und wurde in der Olmützer Kathedrale beigesetzt.